# Ne Zha 2
Ne Zha 2 (kinesiska: 哪吒之魔童闹海) är en kinesisk animerad fantasyfilm från 2025, med regi och manus av Jiaozi. Filmen är uppföljare till Ne Zha från 2019.
Filmen hade biopremiär i Sverige den 25 april 2025, utgiven av Trinity CineAsia.
I slutet av februari 2025 blev Ne Zha 2 den mest inkomstbringande animerade filmen genom tiderna och passerade därmed Pixars Insidan ut 2 från 2024.

## Röster (i urval)
- Lü Yanting – Nezha
- Han Mo – Ao Bing
- Lü Qi – Lady Yin
- Zhang Jiaming – Taiyi Zhenren
- Wang Deshun – Master xian Wuliang
- Li Nan – Ao Guang
- Zhou Yongxi – Ao Run
- Yang Wei – Shen Gongbao